# Історія Японії
Історія Японії

## Доісторична і стародавня Японія

### Японія на світанку історії

#### «Перші Японці»
У палеоліті Земля була окута льодовиками і рівень води був на 100 м нижче за сучасний. Японія ще не являла собою архіпелаг, а з'єднувалась суходільними перешийками з материком. Внутрішнє Японське море було просторою долиною. Льодовики не досягали Східної Азії, але їх вплив відчувався на кліматі. Японія входила до азійської степової екозони, багатої різноманітними травами. Тут водилися мамонти, слони Наумана, великорогі олені та інші тварини, які прибували сюди з Сибіру.
За результатами археологічних досліджень перші люди виду Homo Sapiens переселилися до Японії близько 35 тисяч років до н. е. Вони були носіями культури ножеподібних знарядь, які виготовлялися ударно-обрубною технікою. Основою їхнього господарства було полювання на великих тварин, переважно облавним способом, та збиральництво. Близько 15 тисяч років до н. е. відбувся перехід до мікролітичних знарядь. «Перші японці» не мали постійних жител і, ймовірно, вели кочовий спосіб життя.

#### Період Джьомон
Близько 10 тисяч років до н. е. завершилася епоха льодовиків, з таненням яких піднявся рівень світового океану. Завдяки цьому утворився Японський архіпелаг. У результаті потепління і зміни руху морських течій, японські степи часів палеоліту заросли густим лісом. Приблизно в цей же час до Японських островів переселилась нова група людей з Південно-Східної Азії. Представники цієї групи добре зналися на суднобудівництві і морській навігації. Ймовірно, їхні каноеподібні човни-довбанки були принесені до японських берегів теплою океанською течією Курошіо. Новоприбулі південно-східні азіати змішалися з нащадками палеолітичної популяції Японського архіпелагу.
Завдяки зміні клімату японська флора і фауна кардинально змінилися. Північно-східна частина архіпелагу була вкрита дубовими і хвойними лісами, а південно-західна — буковими і субтропічними. У них мешкали великі кабани, олені, дикі качки, фазани. У морях і океані водилися боніти, червоні пагри, морські судаки та різні види мушлевих. Узбережжя Хоккайдо і регіону Тохоку було багате на лосося і форель. Завдяки таким природним багатствам мешканці Японських островів не потребували великомасштабного сільського господарства або скотарства, залишаючись примітивним суспільством мисливців-збирачів
Близько 10 тисяч років тому стародавні японці почали виготовляти керамічні вироби, які вважаються одними з найстаріших у світі. Серед тогочасної кераміки переважав кухонний посуд у вигляді глибокодонних глеків для зберігання продуктів, смаження і варіння їжі. Характерною рисою цих виробів був «шнурковий орнамент», який японською мовою називається джьо́мон. Подібний орнамент спостерігався на острівному посуді до середини 2 століття до н. е., що дало підстави археологам називати японську культуру часів неоліту «культурою Джьомон», а час її домінування на Японському архіпелазі — періодом Джьомон.
У неоліті стародавні японці перейшли до осілого способу життя, формуючи невеликі поселення у 20-30 осіб на невисоких пагорбах. Типовим житлом були землянки і напівземлянки. Довкола поселення знаходилися смітникові насипи, які водночас служили місцем поховання померлих. Серед поселень тієї епохи найбільше вирізняється стоянка Саннай Маруяма у префектурі Аоморі, яка датується 5 століттям до н. е. і містить залишки великого селища на 100–200 осіб. Основою господарства джьомонівців було полювання та збирання плодів рослин. Існував статевий і віковий поділ праці. Наряду з промислами стародавні мешканці архіпелагу займалися примітивним розведенням каштанів, бобових, гречки, а також культивацією устриць. Близько 4–3 століття до н. е. вони освоїли примітивне суходільне рисівництво. Релігійним уявленням були притаманні анімізм і тотемізм. Джьомонівці виготовляли з глини жіночі фігурки доґу і вклонялися силам Землі, символам народження і життя.

#### Період Яйой
Хоча рисівництво було відоме в Японії ще в епоху Джьомон, великомасштабне заливне рисівництво з використанням іригації з'явилося на островах у 1 тисячолітті до н. е., шляхом запозичення з континенту. Місцем нововведення був північ острова Кюсю, звідки ця культура поширилася у інші райони архіпелагу. З приходом заливного рисівництва люди, які проживали до цього на невеликих пагорбах, переселилися на рівнини і долини річок. Було створено перші сільські громади мура, члени яких займалися створенням і підтримкою заливних полів. З'явилися нові знаряддя праці, такі як кам'яний ніж-серп, а також нові типи будівель для зберігання збіжжя — комори на підпорах. Члени громади почали проводити свята і молебни за багатий врожай. Сформувався новий сільськогосподарський ритуал і календар.
Разом і з рисівництвом до Японії з материка потрапила культура обробки металів — міді, бронзи і заліза. До 1 століття до н. е. японці імпортували готові товари, але згодом налагодили своє металургійне виробництво. Серед основних бронзових виробів були мечі, списи і алебарди, а також дзеркала і дзвони дотаку. З поширенням залізних знарядь у 2 столітті бронзова зброя перетворилася на предмети культу.
Також на початку 1 тисячоліття до н. е. на Японському архіпелазі почали виготовляти керамічні вироби нового стилю, який походив на континентальний. Їх особливістю був червонястий колір, відсутність візерунку та багатство типів посуду. Ймовірно, реформа кераміки була пов'язана із поширенням рисівництва. Такий посуд вперше знайшли у містечку Яйой, за іменем якого нова керамічна культура отримала назву «культури Яйой». Час панування цієї культури на Японських островах з 1 тисячоліття до н. е. по 3 століття н. е. називається періодом Яйой.
Завдяки рисівництву населення Японії зросло. Це сприяло налагодженню відносин між громадами, однак нерідко провокувало конфлікти, особливо за контроль над ресурсами — землею і водою. Від 2 століття до н. е. більшість поселень були вже оточені ровами і дерев'яним частоколом. Серед громадників виділилися вожді, які зосередили у своїх руках релігійну і військову владу. Селища нерідко об'єднувалися у союзи — перші японські прото-державні утворення, насамперед Ідзумо. Одним з найбільших укріплених поселень-громад періоду Яйой була стоянка Йосіноґарі у префектурі Саґа, яка свідчить про високий рівень організації стародавніх японців.

### Формування японської держави

#### Японія у китайських хроніках
Перші писемні згадки про стародавню Японію містяться в історичних хроніках 1 століття китайської імперії Хань. У них зазначається, що стародавні японці вадзін проживали на островах у Східному морі, мали 100 малих країн та інколи надсилали данину Китаю. У «Книзі Пізньої Хань» збереглося повідомлення про посольство японського вана країни На, який 57 року отримав від китайського імператора золоту печатку.
У зводі 3 століття китайської імперії Вей, «Переказі про людей ва», згадується 30 японських країн, серед яких наймогутнішою є Яматай. Повідомляється, що її правителька ван-жінка Хіміко утримувалась при владі використовуючи «чари для одурманювання населення». 239 року вона відправила до Вей посольство з даниною і отримала від китайського імператора в подарунок титул «вана японців, друга Вей» та 100 бронзових дзеркал. Через ряд неточностей в оповіданні про Яматай історики й археологи досі не можуть узгодити місцезнаходження цієї політії. Одні локалізують її у регіоні Кінкі, а інші — на півночі острова Кюсю.
З появою на міжнародній арені держави Яматай вона була змушена стати частиною китаєцентричної системи міждержавних відносин у Східній Азії. За цією системою, яка сформувалась за часів правління династії Хань, Китай розпочинав діалог із іноземними правителями лише у випадку визнання ними верховенства китайського імператора і сплати йому данини. Зі свого боку китайський імператор надавав іноземному правителю політичну підтримку та дозвіл торгувати з Китаєм.

#### Ямато іПеріод кофун
У 4 столітті письмові повідомлення про Японію зникають. Китай поринув у міжусобиці, що спричинило ослаблення його міжнародного авторитету. Водночас на Корейському півострові постали три держави — Когурьо, Сілла і Пекче, які розпочали боротьбу за об'єднання Кореї. На цьому тлі в Японії також посилилися об'єднавчі тенденції. Їх виразником стала держава Ямато, розташована у однойменному регіоні сучасної префектура Нара. Письмові свідчення про початкову історію цієї держави відсутні, однак археологи пов'язують її посилення з поширенням культури курганів кофун у центральній Японії. Вона сформувалася з вождества Яматай.
Звичай ховати заможних осіб у земляних курганах виник на Японському архіпелазі у 3 столітті та зберігався до середини 6 століття. Цей часовий проміжок називають періодом кофун, а культуру цього періоду — «культурою кофун». Японські кургани мали різні форми, проте найпоширеніша з них нагадувала з повітря замковий отвір. Найбільша кількість подібних могил знаходилася у Ямато і Каваті, на території сучасних префектур Нара і Осака, що говорить про можливий союз знаті цих двох регіонів. Найпівденнішою точкою поширення культури курганів вважається префектура Каґошіма, а найпівнічнішою — префектура Івате. Більшість істориків та археологів асоціюють поширення цієї культури з поступовим опановуванням державою Ямато земель Японського архіпелагу. Було підкорено протодержави Ідзумо (на той час стала культовим центром давніх японців) і На.
Припускають, що Ямато була федерацією. Її очолював вождь окімі, голова яматоських родів, який зосереджував у своїх руках усю релігійну і військову владу в державі. Йому корилася регіональна знать, яка об'єднувалася у великі роди удзі. Відповідно до статусу роду, вождь надавав його головам титули кабане, які визначали місце роду в урядовій ієрархії. Ця система державної організації називалась родово-титулярною.

#### Зовнішня політика Ямато
Ямато була активним членом східноазійської міжнародної спільноти і часто втручалася у справи Корейського півострова на боці південнокорейської держави Пекче. У 4 столітті яматосці допомагали останній стримувати навалу північнокорейської держави Когурьо, за що отримали південні пекчеські землі Мімана. Про це згадує текст стели, що була зведена на пам'ять про когурьоського правителя Квангетхо. У 5 столітті вожді Ямато намагалися закріпити військові успіхи на півострові дипломатично, звертаючись за допомогою до Китаю. Так, у документації південної китайської династії Сун згадуються «п'ять японських ванів», які протягом 413–478 років відсилали до китайського імператора 10 посольств і прохали визнати їх правителями півдня Кореї. Хоча яматосці приймали верховенство Китаю, вони заручалась його військово-політичною підтримкою для протистояння натиску Когурьо. У 6 столітті Пекче і Ямато спільно опиралися агресії іншої корейської держави — Сілла. Проте війна з нею була неуспішною і закінчилась анексією Мімани сілланцями 562 року.
Завдяки тому, що яматоський двір проводив активну зовнішню політику, до Японії було імпортовано чимало досягнень материкової цивілізації. Китайські і корейські емігранти оселялися на Японських островах і поширювали нові знання — способи виготовлення міцної кераміки, ювелірну обробку металів, інженерну справу, медицину та ієрогліфічну писемність.
У 6 столітті, за сприяння короля Пекче, яматоському двору були передані буддистські образи і сутри. Так до Японії потрапив буддизм. Однак довкола нової віри виникли суперечки яматоської знатті, які переросли у релігійну війну. Потужний рід Соґа вимагав прийняття державою буддизму на зразок сусідніх держав, а старовинний рід Мононобе захищав традиційні вірування. Заручившись підтримкою емігрантських родів, Соґа розбили Мононобе 587 року і встановили свою диктатуру в країні.

### Становлення «правової держави»

#### Принц Шьотоку іПеріод Асука
Наприкінці 6 століття японський уряд очолив член імператорської родини Японії, принц Умаядо, відоміший як легендарний принц Шьотоку. 593 року його призначено регентом Імператора-жінки Суйко. Від початку урядування принца відраховують період Асука (538–710), названий на честь політичного і культурного центру країни у районі Асука сучасної префектури Нара.
Принц Шьотоку взяв курс на перетворення аристократичної федерації Ямато на централізовану державу континентального зразка. 600 року він відправив до китайської династії Суй перше посольство, прагнучи перейняти тамтешній досвід державного будівництва. Трьома роками пізніше принц запровадив у Японії систему 12 рангів, за допомогою якої намагався створити чиновницьку бюрократію континентального типу, пов'язану напряму з престолом. Наступним кроком Шьотоку було видання 604 року «Конституції 17 статей», морально-етичного кодексу чиновників, у якому ідеалом країни проголошувалась централізована монархія.
Принц також прагнув укріпити міжнародний статус Японії шляхом досягнення рівноправних відносини з Китаєм. 607 року він відрядив друге посольство до динатсії Суй. Посол привіз китайському імператору листа, що починався з фрази «Син Неба з [країни], де сонце сходить, пише Сину Неба [країни], де сонце заходить. Як ваші справи?..». В документі обидва монархи визначались як рівні, що сильно розлютило китайську сторону. Остання традиційно вибудовувала відносини з іншими країнами на приматі вищості Китаю і вважала використання японським правителем китайського титулу «Син Неба» неподобством. Лише потреба союзників у війні з корейською державою Когурьо змусила китайців прийняти японську делегацію. 608 року Шьотоку відправив чергову делегацію до Суй, але зважаючи на торішній інцидент використав для імені свого правителя новий нейтральний титул «Небесний монарх». У китайській столиці його сприйняли з задоволенням, як визнання японцями своєї провини і китайського верховенства, проте японська сторона розцінила прихильність китайців як визнання рівноправності між володарями їхніх країн. Згодом цей титул перетворився на частину імені японських монархів, яка перекладається сьогодні як «Імператор Японії».
В часи урядування принца Шьотоку статусу державної релігії набув буддизм. 593 року збудовано великий монастир Сітеннодзі, а 607 року — монастир Хорюдзі. Водночас, принц піклувався про традиційні вірування і проводив політику співіснування релігій.

#### Реформи Тайка
618 року ослаблену Суй заступила нова китайська династія Тан, яка у середині 7 століття вторгалася до Корейського півострова. Це послужило сигналом Японії укріпити свій державний апарат і армію. Проте проведенню реформ заважав аристократичний рід Соґа, який після смерті принца Шьотоку встановив в країні диктатуру. Соґа но Емісі, син першого диктатора, нехтував Імператором і знаттю, а його первісток, Соґа но Ірука, знищив спадкоємця покійного принца. У результаті в Японії сформувалась таємна опозиція, яка прагнула скинути диктатуру і втілити в життя ідеал централізованої монархії. Її очолили спадкоємець престолу принц Нака но Ое та його підопічний Накатомі но Каматарі. 10 липня 645 року в Імператорському палаці, на прийомі корейських послів, вони зарубали диктатора-сина Іруку і змусили диктатора-батька вчинити самогубство.
У зв'язку з цими подіями на трон зійшов Імператор Котоку, який став символом нової епохи. 17 липня 645 року, за китайською традицією, він вперше затвердив японський девіз правління «Тайка» (Великі перетворення), а 22 січня 646 року оголосив указ про реформи, що дав початок так званим «Реформам Тайка». Метою нового курсу було створення централізованої монархії континентального типу на чолі з Імператором. Одним з перших кроків на шляху реалізації цієї мети стало одержавлення усієї землі і населення країни.
Між тим на Корейському півострові відбулись карколомні зміни. 660 року корейська держава Сілла в коаліції з китайською династією Тан знищили Пекче, державу-союзника Японії. Спроба пекчесців звільнити країну за домоги японських військ 663 року провалилась. 668 року, ліквідувавши північне Когурьо, Сілла остаточно об'єднала Корейський півострів. Біженці з колишніх корейських держав були прийняті японським двором, який розселив їх у центральних і східних регіонах країни. Події в Кореї були шоком для японського Імператора Тендзі, який побоюючись китайсько-корейського вторгнення ввів загальну військову повинність на основі системи «подвірних реєстрів», укріпив західні області замками, а на Кюсю розмістив постійних вартових і збудував фортецю поблизу тамтешньої адміністрації у Дадзайфу. Столиця країни була перенесена до захищеного міста Оцу.
672 року після смерті Імператора Тендзі між його синами спалахнула боротьба за престол. В ній переміг принц Оама, який прийняв ім'я Імператора Темму. Конфлікт спричинив чвари між родовою знаттю і зменшив її вплив на столичний уряд. Користуючись цим, Імператор розпочав прискорені реформи, спрямовані на централізацію управління. Вперше на китайський манер було впорядковано законодавство, складено офіційні хроніки і розроблено складну систему рангів і посад для чиновників. Реформаторський курс продовжила дружина правителя, яка після його смерті зійшла на трон під іменем Імператора Дзіто. Вона перенесла двір до нової столиці Фудзівара — першого великого міста, спорудженого за китайськими канонами. Вважається, що назва країни Японія — «Ніппон» — була використана саме за часів Імператора Темму та його дружини.

#### Період Нараі «правова держава»
701 року було складено перший монументальний японський Кодекс законів Тайхо. Державна система управління, що базувалась на ньому називалась «правовою державою». Хоча ці закони були написані за китайським зразком, вони мали чимало японських оригінальних положень. Разом із реформою законодавства, японці перейняли китайську монетарну систему і 708 року почали випускати власну валюту.
710 року новою столицею Японії стало місто Хейдзьо, у районі сучасної Нари. 80-річну епоху, протягом якої воно виконувало функцію політичного центру країни, називають періодом Нара (710–794). Зразком для будівництва цього міста була китайська столиця Чан'ань. Уряду Хейдзьо підпорядковувались 66 провінцій, що поділялися на повіти і села. Кожна з них мала свою адміністрацію, очолювану провінціалом кокусі, якого призначали з центру. Він покладався на місцевих повітових урядників і сільських голів. Провінції сполучалися зі столицею 7-ма шляхами, на яких були споруджені станції перепочинку. Західнояпонським островом Кюсю керував окремий регіональний уряд Дадзайфу, який також відповідав за прийом послів і морську оборону, а північ країни боронили замки Таґа і Акіта, що були центрами пацифікації протоайнських племен еміші.
Уся земля і проживаюче на ній населення проголошувалось державною власністю. Згідно з «Законом про видачу земельних наділів» чоловіки і жінки старші 6 років отримували від держави земельні наділи на одне покоління, за які повинні були сплачувати уряду податки врожаєм, місцевими товарами і тканиною, а також виконувати двомісячні трудові повинності раз на рік. Крім цього, дорослі чоловіки були зобов'язані проходити військову службу. Населення поділялося на вільний «добрий люд» і залежний «підлий люд». До останньої входила малочисельна група рабів. Столичне населення становило 100 тисяч осіб, з яких 10 тисяч були чиновниками. Ті з них, які займали високі ранги і були придворними Імператора називалися аристократами куґе.
Разом із упорядкуванням політико-економічної системи країни, велася робота зі створення офіційної історії Японії. 712 року було складено «Записи справ давнини», а 720 року — «Аннали Японії». Головною метою цих творів було доведення прадавнього походження японської монархії, що давало їй право претендувати на рівні відносини з Китаєм. Окрім цього у провінціях були впорядковані збірки переказів і легенд «Записи крайових звичаїв».
Успішні реформи сприяли зростанню населення, що, однак, призвело до виснаження державного земельного фонду та зменшення площі наділів. Для вирішення проблеми Імператор Сьому видав 743 року «Закон про довічну приватизацію цілини», який заохочував підданих до освоєння цілинних земель і дозволяв існування приватної власності за умови сплати податків уряду. Хоча цей закон мав позитивний ефект на розвиток економіки, він підривав основи самої «правової держави», яка базувалася на приматі державної власності. Завдяки йому розпочався процес формування приватного землеволодіння заможних аристократів та буддистських монастирів, урядовий контроль над якими поступово слабшав.

#### Культура Асука і Темпьо
Період у розвитку культури Японії 7 століття називається культурою Асука, за назвою тогочасного адміністративно-політичного центру країни. Характерними рисами цієї культури був імпорт мистецьких традицій Кореї і Китаю, буддизму і конфуціанства. До цінних пам'яток епохи Асука належать Золота зала і П'ятиярусна пагода монастиря Хорюдзі, які є найстарішими дерев'яними спорудами світу, а також численні монастирські скарби: триптих з буддою Шак'ямуні майстра Курацукурі но Торі, статуя «Пекчеської Каннон» та інші.
Японську культуру 8 століття прийнято називати культурою Темпьо, за назвою девізу правління Імператора Сьому. Завдяки активізації контактів з Китаєм у Японію через шовковий шлях надходили твори мистецтва з Центральної і Західної Азії, які справляли значний вплив на місцевих художників. Більшість рідкісних заморських шедеврів того часу були зібрані у Імператорських коморах. У столиці і провінціях збудували 66 буддистських монастирів Кокубундзі, які дали поштовх розвитку мистецтв і освіти, а також сприяли одержавленню буддизму. Пам'ятками архітектури тієї доби є Зала Квітки Закону монастиря Тодайдзі та центральні будівлі монастиря Тосьодайдзі. Буддистська скульптура 8 століття набула більш реалістичних рис. Вона представлена фігурою юнаколицого Асура з монастиря Кофукудзі та серією статуй з Тодайдзі: бодхісаттвами сонячного і місячного світла Нікко і Ґакко, грізними чотирма небесними королями та Великим буддою Вайрочаною. Також бурхливо розвивалася література: було укладено першу антологію японських віршів вака, «Збірку міріад листків», яка містила близько 4500 творів за останні 130 років. Відомими поетами того часу були Какіномото но Хітомаро, Яманоуе но Окура, Отомо но Якамоті та інші.

### Поступ «правової держави»

#### Період Хей'ані правління Фудзівара
У 8 столітті боротьба за контроль над центральним урядом між аристократією і буддистськими монахами загострилась. Роль монаршого дому поступово занепадала. У зв'язку з цим, прагнучи позбутися впливу буддистів столичного району Нара, Імператор Камму 794 року переніс столицю країни до міста Хей'ан — «столиці миру і спокою», яке з часом стала називатися Кіото. Добу, що почалась від заснування цього міста і закінчилась утворенням першого сьоґунату, іменують періодом Хей'ан (794–1185).
З нової столиці Імператор розпочав реформи, спрямовані на оновлення «правової держави» і придушення аристократичного свавілля у регіонах. Було встановлено жорстокий нагляд центру над дотриманням «Закону про видачу земельних наділів» у провінціях. Селяни були звільнені від військової служби, а замість них захист провінційної адміністрації мусила виконувати місцева знать, яка формували загони так званих «здорованів» кондей. Крім цього було санкціоновано серію військових походів проти автохтонів півдня Кюсю і півночі Хонсю, з метою розширити кордони японської держави.
Після переносу столиці і налагодження виконавчої вертикалі, влада Імператора укріплась і потреба у його безпосередньому втручанні у всі справи відпала. Проте водночас, зросла роль Імператорських радників, посади яких узурпували представники роду Фудзівара. Вони усунули з великої політики інші аристократичні роди і стали постачальниками головних дружин Імператору, перетворившись таким чином на родичів японських монархів. Голови роду Фудзівара виконували функції сессьо — регентів малолітнього Імператора, і кампаку — радників дорослого Імператора. Фактично, вони перейняли усю повноту влади в країні та започаткували правління регентів і радників від імені монарха. Апогеєм Фудзівара вважається 11 століття, доба головування Фудзівара но Йоріміті, сина Фудзівари но Мітінаґи, під час якої цей рід володів величезною кількістю приватних маєтків сьоен і займав усі провідні посади в уряді.
З початком 10 століття почала даватися взнаки нестача земель державного фонду, через що виконання «Закону про видачу земельних наділів» загальмувалось. Імператорський двір змінив курс і переклав збір податків на плечі провінціалів кокусі. Останні отримали джерело збагачення і призначили своїх управителів у регіонах. Водночас, заможні селяни почали покидати державні наділи і піднімати цілинні землі, щоб перетворити їх на приватні маєтки. Держава брала високий податок з таких маєтків, тому їхні власники дарували свою власність впливовим аристократам і монастирям, щоб платити менше. В обмін за це нові господарі призначали дарителів управителями у своїх володіннях. Таким чином формувався прошарок нової регіональної знаті з селян.

#### Поява самураїв та інституту інсей
У період Хей'ан, через відсутність внутрішньої чи зовнішньої загрози для центрального уряду, Японія не мала регулярної армії. Проте загалом рівень безпеки у країні, особливо у віддалених регіонах, був невисокий. З метою захисту своїх земель від ватаг грабіжників, місцева знать почала формувати збройні загони зі «служилих людей» — самураїв. Лідером таких загонгів ставали переважно столичні аристократи, які перебували з підлеглими вояками у стосунках пана і слуги. Найвідомішими серед загонів були ті, які вихідці з родів Тайра та Мінамото.
Між тим, у середині 11 століття на трон зійшов Імператор Ґо-Сандзьо, який не був родичем аристократів Фудзівара, і тому повів курс на відновлення абсолютної влади монарха. Його реформи були підтримані наступним Імператором Сіракавою. Він обмежив вплив регентів і радників Фудзівара на монарха тим, що 1086 року достроково пішов у відставку, передав трон своєму синові, а сам став його опікуном і радником. Таким чином було започатковане так зване «правління екс-Імператорів», інститут інсей, який був покликаний оберігати династію від надмірного втручання аристократів. Завдяки успішній реалізації такого правління, рід Фудзівара, який впродовж 200 років використовував родинні зв'язки з імператорським домом для узурпації влади, втратив свої позиції в уряді.
Поряд з аристократами на військові посади Імператорського двору стали приймати знатних самураїв. Поступово їх почали визнавати як окремий стан. На середину 10 століття регіональні самураї мали таку силу, що піднімали повстання проти центрального уряду — в регіоні Канто на чолі з Тайра но Масакадо і у районі Внутрішнього японського моря під проводом Фудзівари но Сумітомо. Оскільки держава не мала регулярної армії, вона придушила виступи силами інших самураїв, тим самим сприяючи зростанню їхнього авторитету. У другій половині 11 століття на північному сході країни двічі спалахували бунти, які були розбиті силами кантоських самураїв. Їхній командир Мінамото но Йосіїе здобув собі славу найуспішнішого полководця усієї Східної Японії.

#### Культура періоду Хей'ан
На початок 9 століття багато молодих ченців були незадоволені одержавленням і політизацією буддизму. У пошуках істинного вчення двоє монахів — Сайтьо і Кукай — вирушили до китайської імперії Тан і пройшли там навчання. По поверненню перший збудував храм Енрякудзі на горі Хієй, що став оплотом секти Тендай, а другий звів храм Конґобудзі на горах Коя, що став центром секти Сінґон. Принесений цими монахами новий езотеричний буддизм закликав до спасіння через усамітнення в горах, вивчення канону і молитви за прозріння світу.
894 року через ослаблення зв'язків з Тан та позицію імператорського радника Суґавари но Мітідзане, Японія припинила висилати посольства до Китаю. Це перервало традицію імпорту континентальних ноу-хау і стумулювало японців розробляти свої власні культурні форми. Постала нова оригінальна аристократична культура Кокуфу, яка розквітла в часи правління роду Фудзівара. З'явився новий світський архітектурний стиль палаців-садиб з галереями і садами. Одяг знаті і міщан набув оригінальних японських форм. У образотворчому мистецтві виник новий жанр «японських картин» ямато-е, основними темами якого стали повсякденне життя вельмож і місцеві пейзажі. Водночас, набула поширення японська абетка кана, якою вперше почали складати літературні твори. Серед них особливо виділяють «Повість про бамбукоруба», «Записки коло подушки» Сей Сьонаґон, «Повість про Ґендзі» Мурасакі Сікібу, «Збірку старих і нових японських пісень» та «Щоденник з Тоси» Кі но Цураюкі. Більшість книг супроводжувались малюнками і були особливо популярними в середовищі аристократів.
Часті природні катаклізми, епідемі та нестабільність у японському суспільстві середини 10 століття породили у ньому есхатологічні уявлення про кінець світу. На цій хвилі в країні поширилось нове буддистське Вчення Чистої Землі, за яким будь-хто, хто молився будді Амітабха міг після смерті потрапити до раю — «Чистої Землі неймовірної радості». Поширювали це вчення монахи Куя і Ґенсін. Вельможі, сподіваючись на щасливе загробне, життя заходилися зводити по всій країні храми і павільйони присвячені будді Амітабха. Одними із видатних зразків такої архітектури були «Зала феніксів» монастиря Бьодоїн поблизу столиці та Мавзолей монастиря Тюсондзі на північному сході Японії. У цей же час, оформилися ідейні положення синкретизму буддизму і японського синто.

## Середньовічна Японія

### Початок самурайського правління

#### Диктатура Тайра
1156 року між Імператором Ґо-Сіракава й екс-Імператором Сутоку виникло гостре протистояння, що поділило рід Фудзівара на два ворогуючі табори. Розгорівся збройний конфлікт, ареною якого стала столиця. В обох таборах все більшу політичну силу почали здобувати професійні військові — самураї. За свідченням монаха Дзієна, очевидця подій і автора хроніки «Записки дурня», в країні настала «епоха воїнів».
1159 року спалахнула нова війна за лідерство у столиці між самурайськими родами Тайра та Мінамото, у якій Тайра но Кійоморі розбив сили Мінамото но Йосітомо. Укріпивши союз із Імператорським двором, Кійоморі став першим самураєм, який посів найвищу урядову посаду Міністра Великої політики. Він витіснив аристократів з оточення Імператора, змусивши того одружитись зі своєю дочкою. Завдяки цьому члени роду Тайра зайняли найвищі пости при дворі й отримали багато нових маєтків. Вони також зосередили у своїх руках величезні багатства від торгівлі з китайською імперією Сун у Внутрішньому Японському морі. Тайра процвітали і зневажали інших настільки, що виник навіть вислів: «Хто не з роду Тайра, той — не людина».
Врешті-решт проти Тайра сформувалась потужна опозиція. Після того як Кійоморі силою змусив посадити на Імператорський трон свого 1-річного онука, дядько малолітнього хлопця, принц Мотіхіто, закликав усіх самураїв Японії повалити диктатуру ненависного родича. Серед опозиціонерів найвпливовішим був Мінамото но Йорітомо, який після війни 1159 року був засланий родом Тайра до провінції Ідзу регіону Канто. Заклавши у місті Камакура свою ставку і підкоривши собі самураїв регіону, він відправив проти ворога армію на чолі зі своїм молодшим братом Йосіцуне. Розпочалась нова війна Мінамото і Тайра, яка закінчилась знищенням роду диктаторів 1185 року в битві при Данноура.

#### Сьоґунат іперіод Камакура
Після ліквідації Тайра, Мінамото но Йорітомо отримав від Імператорського двору право призначати в усі провінції країни своїх військових губернаторів сюґо і земельних голів дзіто, які виконували функції наглядачів над приватними і державними землями. Винищивши могутній рід муцівських Фудзівара і підкоривши регіон Тохоку, він став повноправним лідером самураїв Японії. 1192 року Йорітомо був призначений на посаду «Великого сьоґуна — завойовника варварів» і заснував перший самурайський уряд, Камакурський сьоґунат. Таким чином, у країні почало діяти дві системи влади — монаршо-аристократична у Кіото, і військова у Камакурі. Остання базувалася на стосунках пана-слуги між сьоґуном і самурайськими володарями ґокенінами. Сьоґун гарантував недоторканність володарям старих земель і надавав нові за віддану службу; у відповідь ті присягали на вірність йому і служили в уряді та війську. Час функціонування цього сьоґунату називається періодом Камакура (1185–1333).
Після смерті Йорітомо, його васали з роду Ходзьо, знищили ряд впливових самурайських володарів і захопили реальну владу в уряді. Вони вбили третього сьоґуна з роду Мінамото і перетворили цю посаду на номінальну. Запрошуючи на пост голови Камакурського уряду аристократів і представників Імператорської родини, Ходзьо керували від їхнього імені як радники сіккени. 1221 року екс-Імператор Ґо-Тоба, плануючи відродити централізовану державу і ліквідувати двовладдя, підняв у Кіото повстання проти сьоґунату. Проте цей виступ закінчився поразкою, у результаті якої самурайський уряд підпорядкував собі столицю, двір і західні регіони країни. Щоб закріпити успіх 1232 року Ходзьо Ясутокі встановив перший самурайський звід законів, «Список покарань», який став зразком для наслідування законодавцями пізніших епох.
У середині 13 століття в Азії виникла могутня Монгольська імперія, посольства якої неодноразово прибували до Японії з вимогою визнати верховенство Великого хана. Імператорський двір і сьоґунат були одностайними щодо збереження незалежності країни, тому усіх послів страчували. У відповідь, у 1274 і 1281 роках монголи двічі вторгалися до Японського архіпелагу, але були розгромлені самурайськими військами і тайфунами камікадзе, які знищили флот нападників. Незважаючи на перемогу, сьоґунат не роздав нагород підлеглим, чим похитнув довіру до себе.
Наприкінці 13 століття через роздрібнення, видачу під заставу та продаж своїх земельних ділянок, багато самураїв втратили засоби для існування. Для їхнього порятунку сьоґунат видав 1297 року декрет благодатного правління, яким скасовував борги і змушував лихварів повернути боржникам усе майно без відшкодувань. Проте такий крок не розв'язав проблеми малоземелля військової верстви, а лише ускладнив її, бо відтепер самураям ніхто не позичав грошей. Через це авторитет Камакурського уряду остаточно занепав.

#### Культура періоду Камакура
У 12 столітті буддизм вийшов за межі аристократичного світу і поширився у середовищі самураїв та простолюдинів. Послідовник Вчення Чистої Землі, монах Хонен, заснував секту Дзьодо-сю і проповідував рай у майбутньому житті за умови поклоніння будді Аміда. Його учень, чернець Сінран, акцентував увагу на спасінні грішників і започаткував секту Дзьодо-сінсю. На противагу їм, монах Нітірен відкрив власну секту Нітірен-сю і наполягав на прославленні «Сутри Лотоса». У цей же час з Китаю до Японії був переданий дзен-буддизм, який оформився у сектах Ріндзай-сю Ейсая і Сото-сю Доґена, та став особливо популярним серед самураїв.
У період Камакура, завдяки діяльності «японських кобзарів» біва-хосі, особливої популярності серед населення набув епічний твір «Повість про дім Тайра», в якому оспівувались злет і падіння колишніх диктаторів Японії. Поміж аристократів улюбленим заняттям залишалась поезія, найкращі зразки якої увійшли до «Нової збірки старих і нових японських пісень». Буддистськими ідеями марноти і непостійності були проникненні повісті «Записки з келії» Камо но Тьомея та «Записки від нудьги» Йосіди Кенко.
Скульптура цієї доби стала більш реалістичною і експресивною. Шедеврами того часу вважаються роботи майстра Ункея — статуї Асанги і Васубандгу. З фотографічною точністю були виконані фігури відлюдника Васу і монахині Мавара, що зберігаються у Сандзюсанґендо у Кіото. В образотворчому мистецтві великої популярності набув жанр ілюстрованих книг емакі, основними темами яких стали описи битв, історії монастирів та життєписи.

### Поступ правління самураїв

#### Реставрація Кемму і війна двох династій
У 14 столітті, із занепадом сьоґунату, рід Ходзьо взяв курс на централізацію управління, що викликало невдоволення самурайства у регіонах. Цим скористався Імператор Ґо-Дайґо, прибічник сильної монархічної держави, який підняв повстання проти Камакурського уряду, але зазнав поразки і був засланий на острови Окі. Його син принц Морійосі продовжив боротьбу і за підтримки провінційних самураїв на чолі з Кусунокі Масасіґе тривалий час протистояв арміям Ходзьо. Коли 1333 року Імператор Ґо-Дайґо втік із заслання, на його бік перейшла регіональна знать. Один із її лідерів, Асікаґа Такаудзі, ліквідував органи влади сьоґунату у Кіото, а інший, Нітта Йосісада, атакував Камакуру і знищив сам сьоґунат разом із родом Ходзьо.
Після повернення Імператора Ґо-Дайґо до столиці, було розпочато так звану реставрацію Кемму, у ході якої планувалося відродити стародавні монархічні порядки і сформувати новий уряд із придворних аристократів і військової знаті. Однак на практиці Імператорські реформи покращували життя лише придворних і залишали невирішеними проблеми самурайства. Через це колишній соратник Імператора, Асікаґа Такаудзі, очолив незадоволених самураїв і повстав проти уряду «реставраторів». 1336 року він захопив Кіото, посадив у ньому нового Імператора і видав «Список Кемму», в якому проголосив заснування власного сьоґунату у столиці. Між тим, попередній Імператор Ґо-Дайґо втік на південь, до району Йосіно, де проголосив повстанців «ворогами трону» і заклав свій окремий Імператорський уряд. Таким чином оформився розкол Імператорського двору і у країні почалася громадянська війна, період двох династій: північної у Кіото і південної у Йосіно.

#### Другий сьоґунат іперіод Муроматі
1338 року Асікаґа Такаудзі був призначений північною династією на посаду сьоґуна. Постав другий самурайський уряд, який отримав назву сьоґунат Муроматі, за іменем однойменного району столиці, де знаходилась сьоґунська резиденція. Час існування цього уряду називається періодом Муроматі (1338–1573). На відміну від попередніх режимів новий сьоґунат повів курс на децентралізацію. Він надав військовим губернаторам сюґо у провінціях право привласнювати половину податків з регіону, змусивши їх власноруч підтримувати місцевих малоземельних самураїв. Ці початкові реформи сприяли залученню японської знаті на бік уряду у війні двох династій, але перетворили військових губернаторів на могутніх провінційних володарів, які часто нехтували наказами центру.
1392 року за урядування 3-го сьоґуна Асікаґи Йосіміцу відбулося об'єднання двох гілок імператорського дому в одну, що ознаменувало кінець громадянської війни. За допомоги сьоґунських радників канреїв вдалося поставити під жорстокий контроль військових губернаторів. Сьоґунат перебрав на себе ряд політичних функцій Імператорського двору і став єдиним загальнояпонським урядом. Для ефективного керування східними землями Йосіміцу виокремив Камакурську адміністрацію, а для активізації економіки країни розпочав торгівлю з китайською династією Мін і корейською династією Чосон. Він також вів боротьбу з контрабандистами і японськими піратами.
Після смерті Йосіміцу, сьоґунат почав поступово втрачати контроль на регіонами. Реальну владу у країні захопили сьоґунські радники і військові губернатори з провінцій. 1467 року, через протистояння радників Хосокави і Ямани щодо призначення наступного голови сьоґунату, спалахнула війна, яка отримала назву смути Онін. Вона дала початок тривалим міжусобицям самурайства у столиці і регіонах, так званому періоду Сенґоку, «епосі воюючих країн» (1467–1615). Сьоґун остаточно втратив свою роль всеяпонського лідера і гаранта стабільності. Для Японії нормою стали соціальні катаклізми: заколоти і повстання низів проти верхів. Так, 1486 року, провінції Ямасіро місцеві самураї вигнали усіх урядовців і 8 років самостійно керували регіоном, а 1488 року послідовники секти Дзьодо-сінсю захопили владу у провінції Каґа і утримувати її близько століття.
З початку 16 століття новими володарями у регіонах поступово стали голови місцевих самурайських родів, які скинули своїх учорашніх господарів — військових губернаторів. Ці голови, які називалися даймьо, порвали з центральною владою і розпочали формування власних родових «держав». Вони конфісковували приватні і державні землі на свою користь, переставали перераховувати податки до столиці і організовували великі родові армії з місцевої знаті. Резиденції володарів знаходилися у гірських замках, у підніжжя яких закладалися призамкові торговельно-ремісничі містечка. У ряді таких родових «держав» були встановлені оригінальні удільні закони, які виконували функції земельного і кримінального кодексів.
У той час як центральну Японію охопили міжусобиці, на півдні острови Рюкю об'єдналися під проводом династії Сьо, яка заснувала королівство Рюкю. Ця держава уклала договори з Японією та китайською Мін, і відігравала важливу роль посередника у азійській торгівлі 15 — першої половини 16 століття.

#### Соціально-економічний розвиток
У період Муроматі мали місце ряд якісних змін у соціально-економічному житті Японії. У сільському господарстві почали використовувати продуктивні іновації — водяні колеса, тяглову силу тварин і природні добрива, що дало змогу збирати урожаї злаків двічі на рік. Поряд з цим набуло поширення прикладне садівництво для виготовлення шовку, барвників, лаку, олії. У 16 столітті розпочалось розведення бавовни, що була завезена з Кореї. У ремослах з'явилася регіональна спеціалізація, а у металургії відбувся поділ на ковальство і ливарництво. Ремісники, які працювали під патронатом світських чи духовних вельмож об'єднувалися у корпорації дза, і, сплачуючи данину патрону, отримували монопольні права на виробницто і продаж своєї продукції. Завдяки розвитку сільського господарства і ремесел активізувалася торгівля. На головних шляхах і перед воротами храмів та святилищ почали влаштовувати періодичні ярмарки. З підйомом виробництва виникли посередницькі товариства морських і сухопутних перевізників. Лихварські функції стали виконувати коморщики і корчмарі.
З розвитком виробництва і транспорту почали виникати містечка торговців і ремісників, переважно у місцях проведення ярмарок. Найзаможніші центри, такі як Сакаї і Хаката, користувалися автономією, мали колегіальні органи управління і армію. У Кіото з'явилися квартальні об'єднання міщан для захисту міста від частих самурайських погромів. Рух самоуправління досягнув і сіл, де з'явилися сільські общини со на чолі з місцевими самураями і заможними селянами. Вони часто піднімали повстання для захисту своїх прав від свавілля центральної влади і місцевих володарів.

#### Культура періоду Муроматі
Столичний сьоґунат сприяв симбіозу культур аристократії і самурайства, що дали народження новій японській культурі. Її особливостями були потужний вплив дзен-буддизму і китайських естетичних цінностей.
Культуру початку 15 століття називають культурою Кітаяма, за назвою однойменної гори, на якій сьоґун Йосіміцу звів свою резиденцію, так званий Золотий павільйон. Цій культурі були притаманні велич і пишність в архітектурі та мистецтві. Однією з її головних віх була поява театру но. Через півстоліття, у часи головування Асікаґи Йошімаси, оформилась нова культура Хіґасіяма, названа на честь місцевості, де було зведено Срібний павільйон. Ця культура базувалась на ідеях вишуканості та простоти, так званих принципах вабі та сабі. У цей же час став популярним дзенівський кабінетний стиль інтер'єру, з'явилися японські кам'яні сади, мати татамі, японська чайна церемонія й мистецтво аранжування квітів ікебана. В образотворчому мистецтві набули популярності монохромні картини сумі-е, найкращі з яких належать митцю Сессю. Одночасно виникла художня школа Кано, яка творила у різнобарвному стилі ямато-е.
Поступово елементи елітарної культури почали проникати у культуру народну. Через спустошення столиці війнами багато аристократів і монахів покидали її, несучи кіотські звичаї і знання в регіони. При провінційних храмах стали відкриватись школи для дітей знаті і селянства. У літературі з'явився новий вид колаборативної поезії ренґа та жанр ілюстрованих оповідання отоґі-дзосі. Японські кулінари вперше почали широко використовувати соєвий соус та приправу місо. У містечках і селах традиційним стало урочисте проведення свят мацурі і танців о-бон.

## Японія раннього нового часу

### Шлях до об'єднання

#### Прибуття європейців
У 15 столітті в Західній Європі стартувала Доба великих географічних відкриттів. Через сто років її мешканці — купці, місінонери та військові — почали проникати до Східної Азії. 1543 року перші європейці дісталися до японського острова Танеґашіма. Вони передали остров'янам вогнепальну зброю, виробництво якої було невдовзі налагоджено по всій Японії. 1549 року до міста Каґошіма прибув єзуїт Франциск Ксав'єр, який вперше познайомив японців з християнством. Протягом століття Японію відвідували португальські та іспанські купці, котрі виконували роль посередників у східноазійській торгівлі, обмінюючи китайські і європейські товари на японське срібло. Оскільки європейці прибували з південних колоній, японці називали їх «південними варварами».
Самурайські володарі Західної Японії були зацікавлені в торгівлі з іноземцями, а тому радо приймали місіонерів і купців, інколи навіть навертаючись у християнство. Так перший володар-християнин з острова Кюсю, Омура Сумітада, жалував Товариству Ісуса місто Наґасакі, яке згодом стало японським «вікном у Європу». За сприяння місцевих володарів єзуїти відкрили церкви у Ямаґуті, Кіото, Сакаї та інших японських містах. На кінець 16 століття в країні нараховувалось близько 300 тисяч християн. Найвпливовіші з них відправили 1582 року перше японське посольство до Папи Римського, яке було з великими почестями прийнято в Європі.

#### Об'єднання Японії
У першій половині 16 століття, на Японському архіпелазі, не вщухали міжусобиці самурайських родів. Коли роздрібненість країни стала нормою суспільно-політичного життя, з'явилися сили які спробували відновити колишню єдність. Їх очолив Ода Нобунаґа, невеликий, але заможний володар провінції Оварі. Використовуючи сьоґуна, він захопив 1570 року столицю Кіото і за три роки ліквідував безсилий сьоґунат Муроматі. Завдяки протекції християнства і масовому використанню вогнепальної зброї, Нобунаґа за 10 років зумів підкорити столичний регіон Кінкі та всю Центральну Японію. Він поступово реалізовував план об'єднання «Піднебесної»: нещадно придушував світські і буддистські децентралізаторськи сили, сприяв відновленню авторитету Імператорського дому й піднімав зруйновану війнами економіку.
1582 року Нобунаґа загинув від руки свого генерала, так і не змігши втілити свої задуми. Проте об'єднавчий курс продовжив один із його талановитих підлеглих — Тойотомі Хідейосі. Він переміг опозицію старійшин покійного сюзерена і ліквідував незалежні родові держави провінційних володарів. 1590 року Японія остаточно була об'єднана силами Хідейосі, який став одноосібно керувати країною. За його вказівками був складений всеяпонський земельний кадастр, який ліквідував систему приватних маєтків і визначав рівень продуктивності земель. Земля передавалася селянам, які мусили сплачувати уряду данину відповідно до цього рівня. Хідейосі також провів соціальну реформу, поділивши населення на військових адміністраторів та цивільних підданих, шляхом конфіскації зброї у останніх. На схилі життя Хідейосі розпочав гоніння на християн і війну з Кореєю, які коштували влади його нащадкам.

#### Культура Момояма
Японську культуру другої половини 16 — початку 17 століття прийнято називати культурою Момояма, за назвою однієї з резидецій Тойотомі Хідейосі. Ця культура базувалась на ідеях пишноти, багатства і влади. Найхарактернішими зразками їхнього втілення стали японські замки з величними головними баштами у Адзуті, Осаці, Момоямі, Хімедзі та інших містах. Ззовні ці споруди прикрашалися позолотою, а всередині — картинами тогочасних першокласних художників Кано Ейтоку, Кано Санраку, Хасеґави Тохаку та інших. Замки мали театральні сцени для вистав но, куди запрошувалися відомі актори труп Кандзе і Компару, і кімнати для чайних церемоній, які відвідували майстри, такі як Сен но Рікю.
Серед простого люду, особливо у великих містах, поширилися гедоністичні настрої та мода на все яскраве і нове. Саме у народному середовищі зародився «дивакуватий» танець кабукі, який згодом розвинувся у окремий вид театрального мистецтва. Водночас з'явився новий жанр римованої прози дзьорурі, який виконувався під награш новітнього для того часу музичного інструменту сямісен.
Однією з головних рис культури Момояма була її відкритість до європейських впливів. Завдяки єзуїтам до Японії потрапили нові знання в галузі астрономії, медицини, друкарства, морської навігації і живопису. Японці настільки захоплювались іноземним, що часто стали носити європейський одяг і навіть робили «південних варварів» темами своїх картин і оповідань. Японська мова також збагатилась рядом португальських та іспанських слів.

### «Мирна держава»періоду Едо

#### Третій сьоґунат і політика «ізоляції»
Після смерті Тойотомі Хідейосі місце всеяпонського лідера зайняв Токуґава Іеясу. 1600 року, заручившись підтримкою більшості володарів, він розбив у битві при Секіґахара опозицію роду Тойотомі і за наступні 15 років ліквідував цей рід. 1603 року Іеясу отримав від Імператора посаду сьоґуна і відкрив новий сьоґунат у місті Едо. Час існування цього останнього самурайського уряду називають періодом Едо (1603–1867).
В добу панування сьоґунату Японія була федерацією. Одна четверта частина усіх земель країни належала роду сьоґунів Токуґава, а решта — трьом сотням регіональних володарів даймьо. Останні поділялися на групи «родичів», «давніх васалів» і «нових васалів», залежно від рівня залежності від сьоґуна. Всі володарі мали власні автономні уділи хани, розмір яких визначав центральний уряд. Для профілактики повстань він обмежував політичні права підлеглих «Законами для військових домів», а також виснажував фінанси їхніх автономій обов'язковими відрядженнями до урядової резиденції в Едо. Сьоґунат також конфіскував усі земельні володіння Імператорського двору, зобов'язавшись утримувати його власним коштом.
На початку 17 століття самурайський уряд був зацікавлений у контактах з європейськими країнами і припинив переслідування християн. Прагнучи розширити міжнародну торгівлю і зосередити у своїх руках левову частку прибутку від неї, сьоґунат впровадив 1604 року ліцензування японських кораблів, які вирушали закордон, переважно у країни Південно-Східно Азії. Проте протистояння в Японії протестантських Англії та Голландії з одного боку та католицьких Іспанії і Португалії з іншого, загрожувало втягнути японський уряд у конфлікт цих держав. У зв'язку з цим Японія повела курс на обмеження контактів з Європою та її колоніями, що згодом отримав назву сакоку.
1614 року сьоґунат заборонив християнство, вбачаючи у ньому інструмент іноземного політичного впливу. Десятки тисяч японських християн були репресовані, а виїзд японців закордон, де вони потенційно могли прийняти хрещення, став неможливим. Через це 1637 року частина селян і самураїв острова Кюсю, які сповідували заборонену релігію, підняли антиурядове повстання у Сімабарі. Сьоґунат придушив його за рік і 1639 року, аби остаточно винищити християнство, заборонив усім європейським і американським судам прибувати до Японії. Виняток з цього правила становила Голландія. Її кораблі, які надали допомогу у розправі з повстанцями, отримали монопольне право торгувати на штучному острові-резервації Дедзіма у Наґасакі.
Протягом 17 — середини 19 століття, незважаючи на розрив із Заходом, Японія продовжувала підтримувати дипломатичні і торговельні зв'язки зі своїми традиційними партнерами: Китаєм, Кореєю, Рюкю і айнами. Уряд торгував з ними на Дедзімі, Цусімі, Сацумі та півдні Хоккайдо.

#### Соціально економічний розвиток
Японське суспільство періоду Едо було становим і складалося з 4 великих груп: військовиків-самураїв, селян, ремісників і купців. Країною керували виключно представники першого стану. Поза становою системою знаходились парії, які займалися непрестижними роботами: утилізацією відходів, прибиранням, тюремною службою. Панівними релігіями були синто і буддизм. Існувала система реєстрації населення при буддистських монастирях за місцем проживання. Християнство було заборонене, тому його послідовники перебували в підпілля. Роль офіційної ідеології країни відігравало неоконфуціанство, яке набуло особливо великої ваги в часи правління Токуґави Цунайосі та період діяльності вченого Араї Хакусекі. Його вивчали в Державній академії, яку заснував Хаясі Радзан. Під впливом неоконфуціанства оформився кодекс самурайської честі бусідо.
Японська економіка періоду Едо була напівнатуральною. В країні були в обігу місцеві золоті і срібні монети, але податки і зарплата сплачувалися рисом. У зв'язку з цим важливу роль відігравало село, основний постачальник рису й одиниця тогочасного оподаткування. Японські села очолювалися головами, але рішення приймали колегіально. У них існувала система кругової поруки та взаємодопомоги. Для збереження села влада забороняла селянам продавати наділи і переселятися у міста. Завдяки такій політиці, протягом 17 століття селяни збільшили площу усіх орних земель країни удвічі, винайшли нові знаряддя праці та стали вирощувати технічні кульутри — коноплі, бавовну, чай, ріпак і різноманітні барвники.
Розвиток сільського господарства сприяв розвитку промисловості та транспорту. Провідними галузями стали лісове господарство, солеварництво, гончарство, виготовлення товарів широкого вжитку. Була налагоджена сітка морських і сухопутних шляхів, з'явилася всеяпонська поштова служба гінців. Протягом двох століть японське суспільство не знало соціальних катаклізмів, через що період Едо називають добою «миру Токуґава».
Функцію центрів політично-економічного і соціально-культурного життя Японії виконували міста. Найбільші з них були «столицями» тих чи інших автономних володінь і мали на своїй території замки. Найчисленнішу групу мешканців міст становили самураї. Їх обслуговували ремісники і купці, які називалися міщанами. Столицею Японії вважалося Кіото, головним містом уряду — Едо, а найпотужнішим економічним центром країни — Осака.

#### Часи реформ
З настанням 18 століття японське господарство охопила системна криза. Вона була спричинена крахом натуральної економіки через проникнення грошових відносин на село. Ціни на рис впали, що породило хронічний дефіцит бюджетів центрального й удільних урядів, які залежали від натуральної данини. У зв'язку з цим 1716 року сьоґун Токуґава Йосімуне розпочав низку всеяпонських перетворень, які отримали назву «реформи Кьохо». Вони були спрямовані на стимулювання заощадливості чиновників, освоєння цілини та збільшення податків. Сьоґун також видав «Затверджені положення про судочинство», в яких встановив стандарти для розгляду судових справ і дозволив простолюдинам скаржитися на адміністрацію. Його починання продовжив високопосадовець Танума Окіцуґу. Він намагався подолати кризу шляхом розвитку товарно-грошових відносин, заохочуючи створення монопольних купецьких корпорацій. Проте втручання купецтва в політику спричинило розквіт хабарництва і реформатор був змушений піти у відставку. 1787 року господарчі перетворення продовжив Мацудайра Саданобу. Його курс отримав назву «реформи Кансей», провідною ідеєю якого стало «збагачення через заощадження». Однак соціально-економічні проблеми вирішені не були, тому після Мацудайри, справами уряду почав займатися сьоґун Токуґава Ієнарі. Він поновив курс на сприяння торгівлі та розвиток міст.
У першій половині 19 століття Японію вразив великий голод, що був викликаний багаторічними неврожаями. Замість того, щоби рятувати населення, сьоґунат, розпочавши скуповувати рис в регіонах і відправляти його до своєї урядової резиденції. Така політика викликала збройні протести не лише селян, а й місцевого самурайства, на підтримці якого тримався уряд. Для заспокоєння суспільства сьоґунат розпочав 1841 року «реформи Темпо» під керівництвом Мідзуно Тадакуні. Їх метою було повернення до традиційних методів господарювання: консервації села та гальмування торгівлі. Проте реформи виявилися непопулярними, що знову вдарило по престижу сьоґунату.
Тим часом уряди західнояпонських автономних уділів Сацума-хан і Тьосю-хан вийшли з економічної кризи самотужки. Вони залучили до управління талановитих самураїв з низів і активно сприяли торгівлі. Невдовзі обидва хани накопичили достатньо сил, щоби протистояти сьоґунату.

#### Культура періоду Едо
Остаточне оформлення традиційної японської культури припало на 17 — 19 століття. Протягом другої половини 17 — початку 18 століття всеяпонськими культурно-науковими центрами були Кіото й Осака, а з кінця 18 століття їх роль перебрало на себе місто Едо. Культуру часів кіотсько-осацького домінування прийнято називати культурою Ґенроку, а культуру едоського періоду — культурою Касей. Обидві назви походять від назв відповідних девізів правління Імператорів.
Культура Ґенроку характеризувалася появою ілюстрованих «сучасних оповідань», які описували повсякденне життя мешканців міст. Танок кабукі трансформувався у театр. Нового розвитку набула поезія у особі Мацуо Басьо, який підвищив хайку до рівня мистецтва. Ляльковий театр нінґьо-дзюрурі збагатився ліричними п'єсами драматурга Тікамацу Мондзаемона. В образотворчому мистецтві активно працювали художники шкіл Рін, Кано й Тоса. Водночас з'явився новий жанр гравюр укійо-е, основоположником якого став Хісікава Моронобу. Також мав місце розвиток точних і природничих наук, зокрема математики і агрономії.
Культура Касей позначилися розквітом міщанської субкультури та поширенням гедоністичні настроїв. Мешканці Едо зачитувалися комедійними оповіданнями «Подорож дорогою Східного моря» Дзіппенся Ікку, «Сучасні лазні» Сікітея Самби, та напівфантастичними творами на зразок «Переказу про вісім собак Сатомі» Кьокутея Бакіна. У поезії прославилися Йоса Бусон та Кобаясі Ісса. Театральне мистецтво було на піку своєї популярності. Підвищеним попитом користувались доми куртизанок. Міщанські гравюри укійо-е переживали свій «золотой вік» завдяки портретистам Кітаґаві Утамаро і Тосюсаю Сяраку, та пейзажистам Кацусіці Хокусаю й Утаґаві Хіросіґе. Між тим серед самураїв залишався популярним традиційний живопис у виконанні Іке но Тайґи й Ураґамі Ґьокудо.
У 18 — 19 століттях рівень освіти в Японії був одним з найвищих у світі. Окрім урядових шкіл для самураїв, діяли громадські теракоя для простолюдинів. Головними предметами були читання, писання, арифметика й основи конфуціанства. Вивчалися також нові науки, такі як «країнознавство» кокуґаку та «голландознавство» ранґаку. Основи першої заклав Мотоорі Норінаґа, який обґрунтовував японську унікальність. Його ідеї справили значний вплив на японців і знайшли свій розвиток у японському націоналізмі. Поштовхом для появи другої стали переклади європейських наукових праць Суґітою Ґемпаку і Маено Рьотаку. Вони сприяли становленню західного академізму в Японії. Кінець періоду Едо позначився й ростом інтересу до японської історії, чому сприяло видання «Неофіційної історії Японії» Рая Санйо.

## Нова Японія

### Формування Японської Імперії

#### Падіння сьоґунату
З кінця 18 століття біля японських берегів почали часто з'являтися кораблі Британії, Росії, США та Франції, які вели гонитву за колоніями в Азії. Японський уряд дотримувався ізоляційної політики і відмовлявся вступати у дипломатичні зносини з цими країнами. 1825 року сьоґунат видав директиви, спрямовані на посилення берегової оборони, однак довго протистояти іноземному тиску не міг. У червні 1853 року до Японії прибула військова ескадра США під командуванням Меттью Перрі, яка силою змусила японців прийняти лист президента США з вимогою почати торгівлю. Голова японського уряду пообіцяв надати відповідь за рік і скликав для цього всеяпонські збори знаті. Втім спільного рішення вони не прийняли, а факт їхнього скликання похитнув авторитет сьоґунату. В січні 1854 року Перрі вдруге прибув до Японії й, загрожуючи війною, домігся підписання договору. Згідно з ним, сьоґунат відкривав для США два порти, а також дозволяв будувати в них американські поселення і консульства. Невдовзі подібні договори були підписані із росіянами, британцями та французами. 1858 року японці знову зробили поступки іноземним державам і уклали з ними нерівноправні договори, що позбавили Японію митної незалежності.
На тлі дипломатичних невдач та інфляції в країні виник опозиційний громадський рух «Шануймо Імператора, виженемо варварів!». Проти його лідерів сьоґунат розгорнув репресії. Серед покараних опинилися мислителі Токуґава Наріакі та Йосіда Сьоїн. У відповідь, 1860 року, невдоволені зарізали голову уряду, ініціатора політичних переслідувань, через що престиж сьоґунату знову постраждав.
Центрами антиурядової опозиції виступали західнояпонські уділи Сацума-хан і Тьосю-хан. На хвилі ксенофобських настроїв вони розв'язали сацумсько-британську й сімоносекську війни 1863 року, але зазнали поразки. Усвідомивши технічну відсталість Японії від Заходу і небезпеку колонізації, уділи розпочали модернізацію війська і переговори із Імператорським двором. 1864 року, для придушення опозиції, сьоґунат здійснив перший каральний похід проти Тьосю й змінив його керівництво. Проте наступного року в уділі стався переворот і опозиціонери повернулися до влади. 1866 року, за посередництва Сакамото Рьоми, Сацума і Тьосю уклали таємний союз з метою повалення сьоґунату та відновлення Імператорського правління. Завдяки цьому другий каральний похід сьоґунату в Тьосю закінчився розгромом урядових військ.
1866 року новим сьоґуном став малодосвідчений Токуґава Йосінобу. Одночасно замість покійного Імператора Комея на трон зійшов 14-річний Імператор Мейдзі. Сьоґун планував створити замість сьоґунату новий уряд за участі кіотської аристократії та регіональних володарів, в якому сам отримав би посаду прем'єр-міністра. З цією метою він зрікся посади і 9 листопада 1867 року повернув повноту державної влади Імператору. Цим скористалася антисьоґунатівська опозиція, яка 3 листопада 1868 року в односторонньому порядку сформувала новий уряд і прийняла від імені Імператора указ про реставрацію Імператорського правління. Сьоґунат Токуґава ліквідовувався, а екс-сьоґун усувався від влади, втрачаючи титули і землі. Ця подія завершила період Едо та ознаменувала кінець півтисячолітнього домінування самураїв у японській політиці.

#### Реставрація Мейдзі
Реформи періоду Мейдзі допомогли країні стати в ряд із найсильнішими країнами Європи та США, та вступити у гонку озброєнь та здобуття колоній. Головною метою реформ стало забезпечення стабільності режиму. Заради цього в 1869 р. був встановлений контроль над великими феодальними володіннями, а в 1871 р. їх взагалі ліквідували. Тим самим відкрився шлях до створення централізованої системи управління. З 1885 р. на її вершині знаходився кабінет міністрів. Дайме і самураї втратили свої права спадкових правителів, а також деякі соціальні привілеї.
Це призвело до ряду самурайських заколотів, найсерйозніший з яких очолив Сайго Такаморі в 1877 році в князівстві Сацума. Ці бунти, як і періодичні селянські повстання, були придушені новими поліцейськими силами та армією, що складалася вже з призовників. У 1889 р. була введена в дію конституція, яка надавала ряд прерогатив парламенту, але залишала реальну владу за кабінетом міністрів.
Уряд настирливо домагався втілення в життя свого плану модернізації. Відповідно до нього армія була реорганізована за західним зразком і отримала досконаліші види озброєння. Вдалося створити сильний військово-морський флот. Значний прогрес спостерігався у справі поліпшення зв'язку, особливо телеграфного, і транспорту — почалося будівництво залізниць.
Перемоги у першій японсько-китайській війні (1894-1895) та японсько-російській війні (1904-1905) забезпечили домінування Японії у Східно-азійському регіоні. На 1910 році японці контролювали Корею, Тайвань та південь Сахалін. Наступного року були скасовані нерівноправні договори із країнами Заходу.

#### Демократичні перетворення
Початок 20 ст. ознаменувався встановленням «демократії Тайсьо». Японія вступила у першу світову війну на боці країн Антанти, що дало змогу посилити позиції країни в тихо-азійському регіоні. У 1920 році Японія приєдналася до Ліги Націй.

### Друга світова війна
Труднощі, викликані світовою економічною кризою, що спалахнула в 1930 р., сприяли хвилюванням серед населення. Патріотичні громади, що об'єднували правих радикалів і молодих офіцерів армії і флоту, розгорнули кампанію проти парламентської форми правління і «слабкої зовнішньої політики». У листопаді 1930 р. був застрелений прем'єр-міністр Хамагуті Юко. Інший прем'єр-міністр, Інукай Кі, був убитий під час невдалого заколоту в травні 1932 р. Третій дивом уник смерті в лютому 1936 р., коли війська під керівництвом екстремістськи налаштованих молодих офіцерів захопили центральну частину Токіо. Політична активність військових різко знизила авторитет партій і посилила вплив вищої командної ланки в армії. Японія взяла новий курс у міжнародних справах, першим проявом якого стало вторгнення Квантунської армії в Маньчжурію у вересні 1931 р. У 1932 р. ця китайська територія була перетворена на маріонеткову прояпонську державу Маньчжоу-Го. Японія полишила Лігу Націй через окупацію Маньчжурії у 1933.
У 1936 році японці підписали Антикомінтернівський пакт з Німеччиною, а у 1937 році Японія розпочала другу японську китайську війну. У 1940 році приєднались до країн Осі.

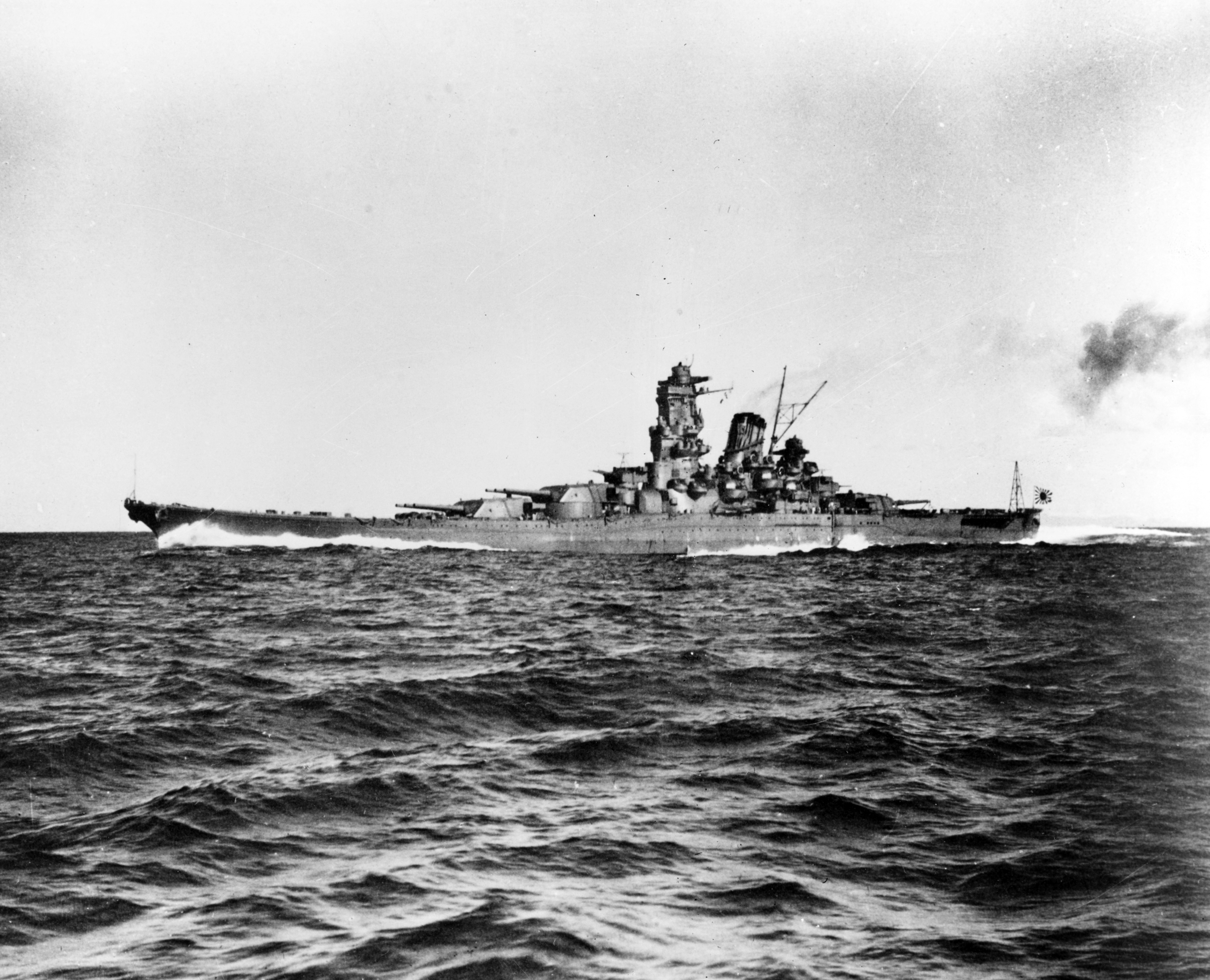
Японський крейсер Ямато, найбільший військовий корабель у світі (1941)

Превентивний напад на США у 1941 році втягнув країну до Другої світової війни, яка закінчилась поразкою для Японії. Спочатку японські війська діяли успішно і протягом кількох місяців розширили зону окупації до індійського кордону й австралійського узбережжя, поширюючи свій контроль на половину акваторій Тихого океану.
У червні 1942 р. передовий загін японських кораблів був зупинений біля атола Мідуей і після запеклої битви був змушений відступити. Починаючи з 1943 р. військово-морські операції під керівництвом американського адмірала Честера Німіца клином розділили центральну частину Тихого океану, що дозволило союзникам до середини літа 1944 р. зайняти Маріанські острови. Навесні 1945 р. була повернута Бірма, а захоплення Окінави стало прологом до розгрому японських збройних сил.
Внаслідок авіаційних нальотів були взагалі поранені приблизно 8 млн людей і вбиті 2,5 млн. В серпні 1945 року американці провели атомне бомбардування міст Хіросіми і Нагасакі. 2 вересня країна капітулювала.

##### Після 1945
Кінець війни ознаменувався окупацією Японії силами союзників — США та СРСР. У 1947 році, під тиском окупаційної американської влади була прийнята Конституція Японії, яка проголошувала принципи демократії, пацифізму та міжнародного співробітництва. У 1951 році уряд Японії підписав із США договір про мир та безпеку, вступивши до холодної війни на боці західних сил. Окупація основних островів архіпелагу силами американцями тривала до 1952. У 1972 році США передали Японії її колишні володіння на о. Окінава. З іншого боку, СРСР відмовився передавати окуповані його військами острови Курільської гряди та південну частину о. Сахалін.
За допомоги США, Японія змогла відбудувати свою економіку, яка з середини 1960-х років займає друге місце у світі за темпами зростання.

### Пошуки лідерства у Східній Азії
У 1990-х роках країна увійшла до економічної кризи, з якої почала поступово виходити з середини 2000-х років. На початку 1990-х років Японія знаходилася на вершині процвітання і економічної могутності. Але азійські сусіди, особливо Південна Корея і Тайвань (приклад яких наслідували Таїланд і Малайзія), перетворилися на великих виробників продукції з низькою собівартістю, включаючи телевізори, персональні комп'ютери й автомобілі, тобто тих самих товарів, які забезпечували успіх японському експорту з 1970-х до середини 1980-х років. Щоб пристосуватися до нових умов, японська промисловість зосередила зусилля на таких передових і технічно складних виробах, як оптичні засоби зв'язку, біотехнологія, телевізори з високою чіткістю зображення, суперкомп'ютери, чипи з великим обсягом пам'яті, літаки та космічні транспортні засоби.